# Nevermind
Vous lisez un « article de qualité » labellisé en 2013.
Pour l’article homonyme, voir Never Mind.
Albums de Nirvana
Blew
(1989) Hormoaning
(1992)
Singles
1. Smells Like Teen Spirit
Sortie : 10 septembre 1991
2. Come as You Are
Sortie : 24 février 1992
3. Lithium
Sortie : 21 juillet 1992
4. In Bloom
Sortie : 30 novembre 1992

Nevermind est le deuxième album studio du groupe américain de grunge Nirvana, sorti le 24 septembre 1991 par le label DGC Records. Kurt Cobain écrit et compose seul quasiment toutes les chansons de l'album et le groupe commence à enregistrer en avril 1990 avec le producteur Butch Vig mais la session est interrompue prématurément. Le batteur Chad Channing quitte ensuite le groupe et est remplacé par Dave Grohl. Le groupe change également de label et reprend l'enregistrement de l'album en mai 1991 avec de nouvelles chansons, dont Smells Like Teen Spirit et Come as You Are.
L'album ne bénéficie pas d'une promotion particulière mais la surprenante popularité de son premier single, Smells Like Teen Spirit, fait de lui un succès commercial inattendu à la fois pour le groupe et pour le label. Il atteint notamment la première place des classements musicaux de ventes d'albums aux États-Unis, en France et au Canada et est également plébiscité par la critique. Nevermind s'est vendu depuis à plus de 30 millions d'exemplaires, devenant un des albums les plus vendus au monde.
L'album est dominé par un puissant son punk rock parsemé de mélodies pop accrocheuses et le sens des paroles des chansons est souvent difficile à interpréter. Il fait sortir de l'ombre la scène grunge de Seattle et est un facteur déterminant de la popularisation du rock alternatif dans le monde entier. Véritable phénomène des années 1990, il marque le retour des guitares saturées dans la musique pour toute la décennie et laisse sa trace sur toute une génération. En 2011, il est réédité dans une édition spéciale pour les vingt ans de sa sortie.

## Genèse

### Contexte
Nirvana est un groupe originaire d'Aberdeen, dans l'État de Washington, créé par Kurt Cobain et Chris Novoselic et qui est sous contrat avec Sub Pop, un label indépendant de Seattle. Le groupe enregistre Bleach, son premier album, en 1989 avec Chad Channing comme batteur. Cependant, après une session d'enregistrement en avril 1990, Cobain et Novoselic se déclarent peu satisfaits du jeu de Channing alors que, de son côté, celui-ci est frustré de ne pas être impliqué dans le processus créatif. Channing quitte le groupe peu après. Cobain et Novoselic se mettent alors en quête d'un nouveau batteur, faisant appel dans l'intervalle à des batteurs de substitution, d'abord Dale Crover, des Melvins, puis Dan Peters, de Mudhoney. Alors qu'il assiste à un concert du groupe de punk hardcore Scream, Cobain est impressionné par le jeu de Dave Grohl. Scream est dissous peu après et Buzz Osborne des Melvins met Grohl en contact avec Cobain et Novoselic. Grohl est engagé en octobre 1990 et Novoselic dira plus tard : « dès que Dave nous a rejoint, tout s'est mis en place, Nirvana avait trouvé son chaînon manquant […] Quelque chose nous a fait nous rencontrer, et l'impact était immédiat ».
Entre-temps, Cobain écrit de nouvelles chansons et écoute alors beaucoup de groupes comme R.E.M., The Smithereens ou les Pixies. Désabusé par le son lourd et peu mélodique de la scène grunge de Seattle sur lequel Sub Pop a construit l'image de Nirvana, il s'inspire de ces artistes pour écrire des chansons plus mélodiques. Le single Sliver, sorti en septembre 1990, est une affirmation de la nouvelle orientation musicale que veut prendre Cobain. Cette chanson au son plus pop a pour but de préparer le public au prochain album du groupe. Cependant, Cobain ne veut pas non plus que sa musique soit trop lissée et cherche pour cela « une guitare rugissante et une batterie sauvage ».
Dans le même temps, Sub Pop connaît des difficultés financières et des rumeurs courent selon lesquelles le label se prépare à être racheté par une major du disque. Le groupe décide de prendre les devants et se met à la recherche d'un nouveau label suffisamment important pour racheter leur contrat. Plusieurs labels les courtisent et Nirvana finit par signer avec DGC Records, qui appartient à David Geffen, sur les recommandations de Kim Gordon du groupe Sonic Youth. En effet, Sonic Youth est l'une des références musicales de Nirvana et vient de signer avec ce label.

### Enregistrement et production

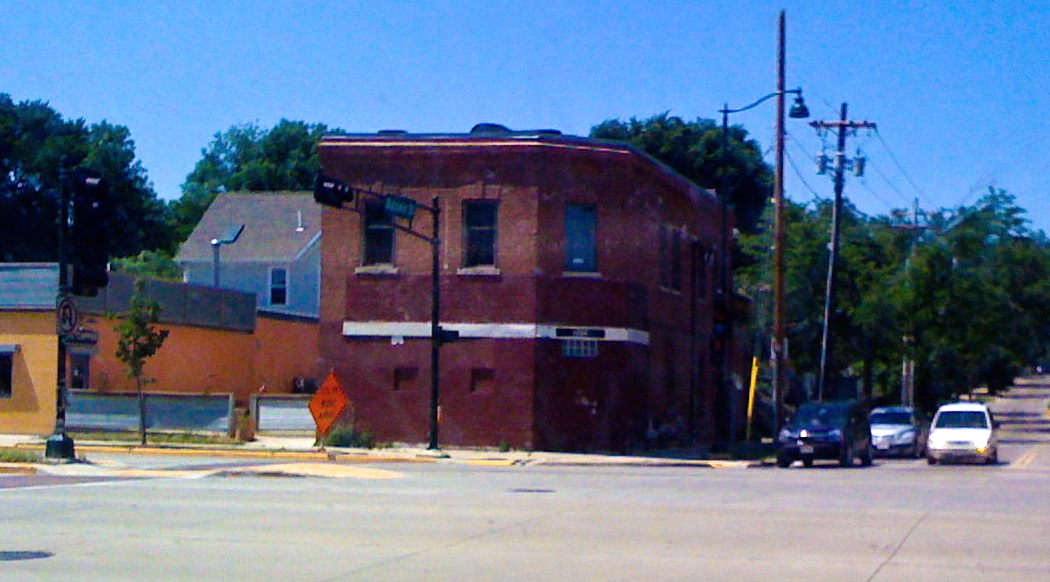
Les studios Smart de Madison.

Nirvana commence à planifier son deuxième album avec Sub Pop au début de l'année 1990. Le titre provisoire de l'album est Sheep et Bruce Pavitt, fondateur de Sub Pop, suggère au groupe de collaborer avec Butch Vig pour le produire. Les membres du groupe ont apprécié le travail de Vig avec le groupe Killdozer et lui disent qu'ils souhaitent « que leur son soit aussi puissant ». Le 2 avril 1990, le groupe commence à travailler sur l'album aux studios Smart de Butch Vig, à Madison dans le Wisconsin. La plupart des arrangements servant de base aux chansons sont effectués à ce moment-là mais les paroles ne sont pas définitives car Kurt Cobain y travaille encore et le groupe n'est pas fixé sur les chansons qu'il désire enregistrer.
Huit chansons sont finalement enregistrées : Immodium (démo de la future Breed), Dive (sortie plus tard en tant que face-B de Sliver), In Bloom, Pay to Play (démo de la future Stay Away), Sappy, Lithium, Here She Comes Now (sortie sur la compilation Velvet Underground Tribute Album: Heaven and Hell Volume 1) et Polly. Le groupe prévoyait initialement d'enregistrer plus de chansons mais, le 6 avril, Cobain se casse la voix sur Lithium, ce qui met fin à la session. C'est également pendant l'enregistrement de Lithium que le fossé se creuse entre Kurt Cobain et Chad Channing, le premier se montrant particulièrement mécontent du jeu de batterie du second. Butch Vig s'attend à ce que le groupe revienne pour terminer l'enregistrement, mais n'a par la suite plus de nouvelles de celui-ci. C'est en effet durant cette période que le groupe change de batteur et qu'il cherche un nouveau label, utilisant pour cela la démo de la session d'enregistrement. La cassette circule parmi plusieurs labels importants et suscite un vif intérêt.
Après la signature du trio avec DGC Records, ce label leur propose de terminer l'album en collaborant avec un autre producteur, leur soumettant plusieurs noms dont celui de Scott Litt, mais le groupe souhaite garder Butch Vig, avec qui il a établi un rapport de confiance. DGC Records accorde à Nirvana un budget de 65 000 $, l'enregistrement de l'album ayant lieu aux studios Sound City de Van Nuys, un quartier de Los Angeles, du 2 au 19 mai 1991. Il devait initialement avoir lieu en mars et en avril avant d'être repoussé en raison de la nervosité ressentie par les membres du groupe à l'idée d'enregistrer pour un label important. Sur les cassettes de répétitions envoyées à Butch Vig, figurent les chansons enregistrées précédemment aux studios Smart, mais aussi de nouvelles compositions, notamment Come as You Are et Smells Like Teen Spirit, dont Vig réalise immédiatement le potentiel. Pour payer l'essence du trajet jusqu'à Los Angeles, le trio donne le 17 avril un concert au cours duquel il interprète Smells Like Teen Spirit pour la première fois en public.

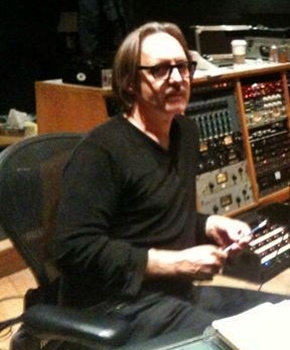
Butch Vig, le producteur de l'album.

À leur arrivée à Los Angeles, les membres du groupe passent d'abord quelques jours à peaufiner les arrangements des chansons avec Butch Vig. Le seul enregistrement à être retenu tel quel de la session initiale aux studios Smart est celui de Polly, sur lequel on peut entendre Chad Channing aux cymbales. Le groupe travaille aux studios Sound City huit à dix heures par jour. Pour chaque titre, les musiciens font généralement deux ou trois prises avec leurs instruments et passent à un autre morceau si ces essais ne s'avèrent pas satisfaisants. Cependant, les chansons ont été tellement répétées avant l'enregistrement que, la plupart du temps, peu de prises sont nécessaires. Le morceau Territorial Pissings est même enregistré en une seule prise, la guitare étant directement branchée sur la console de mixage sans passer par un amplificateur. Lithium, Lounge Act et Something in the Way sont les seules chansons à poser quelques problèmes au groupe. À la fin de chaque journée de travail, qui commence en début d'après-midi pour se terminer tard dans la soirée, le trio part relâcher la pression à Hollywood. Chris Novoselic, grand consommateur de whisky et seul membre du groupe à avoir le permis de conduire, se fait même arrêter une nuit par la police en raison de sa conduite erratique.
Chris Novoselic et Dave Grohl terminent leurs parties de basse et de batterie en quelques jours, mais Kurt Cobain doit travailler plus longtemps sur la guitare et le chant et finit même d'écrire les paroles de Stay Away et On a Plain quelques minutes à peine avant de les enregistrer. Le phrasé du chanteur est tellement semblable sur diverses prises que Butch Vig peut les mixer directement sans utiliser le re-recording. Cobain étant peu disposé à faire de multiples prises de ses enregistrements, Vig doit souvent avoir recours à la ruse pour l'y contraindre. Il le persuade notamment de doubler sa piste vocale sur In Bloom en lui disant que John Lennon, l'une des idoles de Cobain, l'avait fait. Les sessions d'enregistrement se passent généralement dans une bonne ambiance, même si Vig rapportera plus tard que Cobain était lunatique et difficile par moments, affirmant qu'il « pouvait être formidable pendant une heure et passer l'heure suivante assis dans un coin sans dire un mot ».
Une fois l'enregistrement de l'album terminé, Vig et le groupe partent le mixer du 20 au 28 mai aux studios Devonshire, mais, toujours mécontents de leur travail au bout de quelques jours, ils décident de faire appel à quelqu'un d'autre pour superviser le mixage. DGC Records leur fournit une liste de possibles collaborateurs dont font partie Scott Litt et Ed Stasium, connus respectivement pour leur travail avec R.E.M. et The Smithereens. Cobain craint néanmoins qu'en faisant appel à eux, le son de l'album se rapproche trop de celui de ces deux groupes et il choisit plutôt Andy Wallace, qui a mixé l'album Seasons in the Abyss (1990) du groupe Slayer. Wallace mixe une chanson par jour en moyenne et modifie légèrement le son de la batterie. Vig et Wallace affirmeront quelques années plus tard que les membres du groupe avaient apprécié le travail de mixage de Wallace mais, à la sortie de l'album, le trio exprime pourtant son mécontentement, trouvant le son trop sophistiqué. Cobain affirme notamment : « avec le recul, je suis désormais gêné par la production de Nevermind. Ça ressemble plus à un album de Mötley Crüe qu'à un disque de punk rock ».
Le matriçage de l'album est effectué dans l'après-midi du 2 août au Mastering Lab d'Hollywood. Howie Weinberg le réalise presque entièrement tout seul car Wallace et les membres du groupe arrivent avec beaucoup de retard au studio. Endless, Nameless, la chanson cachée qui doit apparaître à la fin de Something in the Way, est accidentellement omise des 20 000 premières copies de l'album à la suite d'une incompréhension entre Weinberg et le label. Quand le groupe découvre en écoutant l'exemplaire qu'on leur a donné que la chanson cachée n'y figure pas, Cobain appelle Weinberg et lui demande de rectifier l'erreur. Weinberg ajoute alors dix minutes de silence à la fin de Something in the Way, au bout desquelles commence Endless, Nameless sur les copies ultérieures de l'album.
Krist Novoselic a révélé en 2019 que les Masters originaux de l'album ont été perdus en 2008 dans l'incendie des archives d'Universal.

## Parution et accueil

### Succès commercial
Nevermind sort le 24 septembre 1991, le même jour qu'un autre album à succès de la scène alternative des années 1990, Blood Sugar Sex Magik des Red Hot Chili Peppers. Un tirage initial de 46 251 exemplaires est envoyé aux disquaires américains, tandis que 35 000 copies supplémentaires sont expédiées au Royaume-Uni, où Bleach a remporté un certain succès. Smells Like Teen Spirit, choisi comme premier single, précède de peu la sortie de l'album en étant publié le 10 septembre. D'après les prévisions du label, cette chanson doit rassembler une base de fans parmi les amateurs de rock alternatif, tandis que le deuxième single programmé, Come as You Are, doit fédérer un public plus large. Le label espère qu'il se vendra environ 250 000 exemplaires de l'album, le chiffre atteint par Goo, album de Sonic Youth sorti par DGC Records l'année précédente. Selon les prévisions les plus optimistes, l'album pourrait obtenir une certification de disque d'or en septembre 1992.
L'album entre dans le classement Billboard 200 à la 144e place le 12 octobre,. Environ la moitié du tirage américain est envoyé à destination du nord-ouest du pays, où il s'écoule très rapidement, l'album étant en rupture de stock pendant plusieurs jours. Selon la rumeur, le label aurait alors suspendu le pressage de tous les autres albums afin de satisfaire la demande dans cette région. Ce sont d'ores et déjà de bonnes ventes de départ mais, lors des mois suivants, le phénomène s'accentue considérablement tandis que Smells Like Teen Spirit devient, de façon totalement inattendue, de plus en plus populaire. Le 14 octobre, le clip de la chanson est diffusé pour la première fois dans l'émission 120 Minutes de MTV, programmée tard dans la nuit, à la suite de quoi la chaîne commence rapidement à le passer plusieurs fois pendant la journée pendant neuf semaines,. La semaine du 9 novembre, l'album passe de la 35e à la 17e place du Billboard 200, tandis que Smells Like Teen Spirit accède à la 27e position du Billboard Mainstream Rock Tracks. Le single est désormais un véritable tube et l'album se vend tellement bien que les stratégies de marketing de Geffen Records prévues pour différents cas de ventes deviennent sans objet.
L'album devient vite disque d'or à la fin octobre, puis disque de platine, mais le trio demeure assez indifférent à ce succès. Krist Novoselic affirmera plus tard : « oui, j'étais content. C'était assez cool. Mais je n'accorde aucune importance à ce genre de choses ». Grohl confirme qu'ils ne sautaient pas de joie, ils étaient surtout surpris de leur réussite. Lorsqu'on leur annonce que Rush veut faire une tournée avec eux, ils éclatent même de rire. Kurt Cobain se désole pour sa part de cette médiatisation : « je ne pense pas que cela soit génial de passer 20 fois par jour sur MTV, à part pour les ventes de l'album. Du strict point de vue de l'image du groupe, c'est catastrophique. On passe vraiment pour un produit de consommation courante ».
Le 11 janvier 1992, Nevermind déloge Dangerous de Michael Jackson de la première place du Billboard 200. Il se vend alors environ 300 000 exemplaires de l'album par semaine. Dave Grohl raconte que quand il a appris la nouvelle, il était mort de rire : « c'était du genre : « attends, on est à la première place ? […] On est passé devant Michael Jackson ? C'est ridicule ! Tout devient fou ! Ils ont fait une erreur, c'est pas censé arriver à un stupide garçon qui vient de Nullepartville » ». Même le New York Times s'intéresse à la réussite du groupe et du disque dans sa section économique. Ropin' the Wind, de Garth Brooks, détrône Nevermind du sommet du Billboard 200 la semaine d'après mais l'album retrouve cette place le 1er février pour une dernière semaine. Trois millions de copies sont alors déjà vendues. Le 25 février, l'album est nommé pour le Grammy Award du meilleur album de rock alternatif, remporté par Out of Time de R.E.M..
Le deuxième single de l'album, Come as You Are, sort le 24 février 1992 et remporte lui aussi du succès, bien qu'inférieur à celui de Smells Like Teen Spirit. Deux autres singles, Lithium et In Bloom, sont extraits de l'album. En vingt ans, l'album s'est vendu à plus de 30 millions d'exemplaires à travers le monde, dont plus de 10 millions aux États-Unis. Il est certifié disque de diamant aux États-Unis, au Canada et en France, trois pays où il s'est hissé à la première place des classements de ventes et au moins double disque de platine dans plusieurs pays européens.
En 1996, Mobile Fidelity Sound Lab, un label spécialisé dans les rééditions, ressort une édition limitée de l'album en vinyle ainsi qu'en CD en or 24 carats. L'édition vinyle s'écoule rapidement mais des exemplaires de l'édition CD sont restés disponibles pendant plusieurs années. En 2009, une nouvelle édition vinyle est publiée par Original Recordings Group. Matricée par Bernie Grundman à partir des cassettes analogiques d'origine, elle est saluée pour sa qualité sonore. Une édition Deluxe de Nevermind, comprenant deux CD et une édition limitée Super Deluxe, comprenant quatre CD et un DVD, sont publiées le 26 septembre 2011 par Universal Music Group pour célébrer le 20e anniversaire de la sortie de l'album original. L'édition Deluxe inclut des faces B et d'autres versions des chansons (dont celles enregistrées aux studios Smart), alors que l'édition Super Deluxe comprend notamment en plus le CD et le DVD du concert donné par le groupe au Paramount Theatre de Seattle le 31 octobre 1991.

### Accueil critique
La promotion de l'album organisée par DGC Records auprès de la presse se concentre surtout sur des publications de la région de Seattle et des magazines musicaux qui ne publient leurs critiques qu'au bout de quelques mois de latence. La plupart des journaux et des magazines spécialisés ignorent donc l'album à sa sortie et il faut attendre quelques mois et le succès de Smells Like Teen Spirit pour que la presse évoque le phénomène que l'album est devenu.
Les critiques sont dans l'ensemble très largement positives. Robert Christgau affirme que la scène de Seattle produit enfin du « postpunk correct, joué avec à-propos par le génial Kurt Cobain », une musique à la fois « bruyante, mélodieuse et débraillée » qui « paraît tellement simple » qu'on se demande pourquoi on n'en entend pas plus souvent. Pour David Browne, d'Entertainment Weekly, la guitare est « explosive », la basse « lancinante » et le rock alternatif a « rarement résonné de façon aussi vivante que sur le punk aux accents metal de Smells Like Teen Spirit ». Il ajoute que les personnages des chansons « semblent tous confusément souffrir de diverses pathologies tout en n'en étant pas conscients ». Steve Lamacq, du New Musical Express, estime qu'il s'agit du « grand album alternatif américain de la rentrée » et qu'il « s'imposera comme une nouvelle référence ». Il souligne notamment toute la dextérité de Come as You Are et In Bloom qui « combinent tension et ambiance décontractée ».
Pour Ira Robbins, de Rolling Stone, le groupe « érige des structures mélodiques solides » mais « les attaque à coups de hurlements frénétiques et d'une guitare chaotique ». Malgré cela, il démontre plusieurs fois son habileté à « introduire de la subtilité dans un rock bruyant » et que l'album est produit par Butch Vig avec une « clarté rugissante ». Karen Schoemer, du New York Times, évoque un album « plus sophistiqué et minutieusement produit » qu'aucun autre du même genre musical et comportant « suffisamment de textures intrigantes, de changements d'état d'esprit, de passages instrumentaux et de jeux de mots inventifs pour procurer des heures de loisir ». Lauren Spencer, de Spin, affirme que « vous fredonnerez toutes les chansons de l'album jusqu'à la fin de votre vie, ou au moins jusqu'à l'usure complète de votre chaîne hi-fi ». Et Everett True, de Melody Maker, conclut son article très enthousiaste en affirmant que le potentiel que le groupe avait de sortir un album qui écraserait toute la concurrence, entrevu avec Bleach, est désormais confirmé.
Parmi les rares critiques négatives, Steve Morse, du Boston Globe, écrit que « la majeure partie de l'album est constituée de punk-pop générique déjà entendue chez de nombreux artistes, d'Iggy Pop aux Red Hot Chili Peppers » et ajoute que « le groupe n'a que peu de choses à dire, se contentant des propos crétins de Cobain ».
Nevermind est nommé album de l'année lors du vote annuel des critiques musicaux américains organisé par le magazine The Village Voice, alors que Smells Like Teen Spirit est nommée chanson de l'année et clip de l'année. Selon le site Acclaimedmusic.net, l'album est 3e sur la liste des albums les plus acclamés de tous les temps par la critique, derrière Pet Sounds des Beach Boys et Revolver des Beatles. La réédition de l'album pour son 20e anniversaire obtient un score moyen de 89/100, sur la base de quinze critiques collectées, sur le site agrégateur de critiques Metacritic.

### Tournée

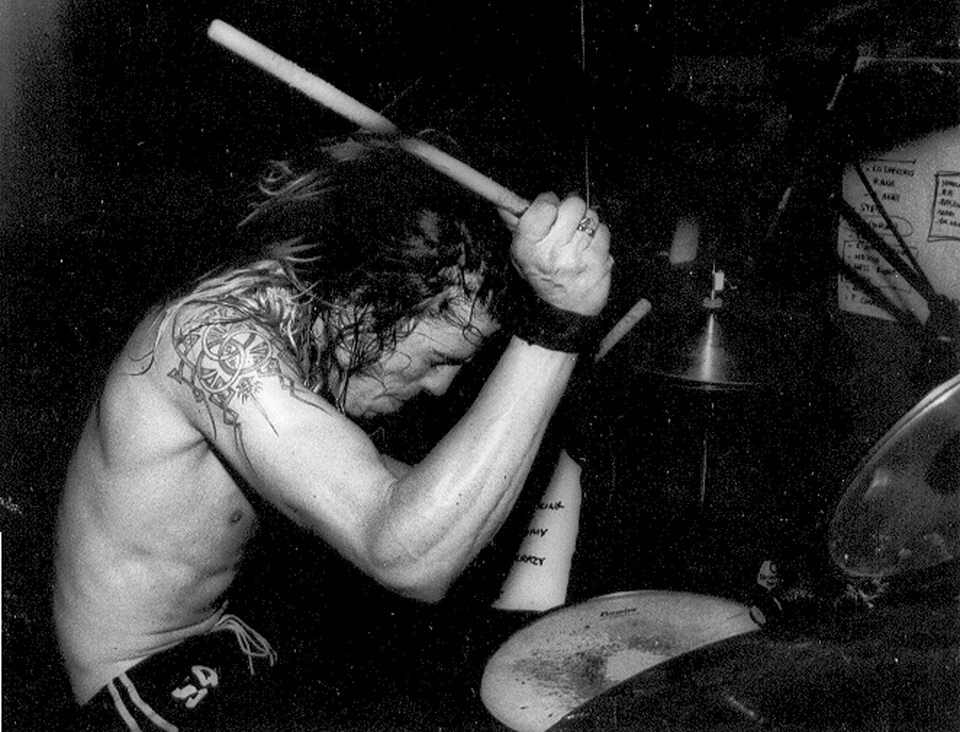
Dave Grohl en concert en 1991.

Nirvana entreprend une tournée américaine quatre jours avant la sortie de l'album. Cette tournée débute le 20 septembre à Toronto, s'achève le 31 octobre à Seattle et comprend trente-trois dates, dont vingt-neuf aux États-Unis, trois au Canada et une au Mexique. Tout au long de cette tournée ainsi que des suivantes, le groupe finit ses concerts par Territorial Pissings ou Endless, Nameless, chansons au tempo frénétique que le trio conclut invariablement par la destruction de ses guitares et parfois même par celle de la batterie, comme le 12 octobre à Chicago. Le 2 octobre, après avoir assisté au concert au 9.30 Club de Washington, Virginia Grohl, la mère du batteur, leur rend visite. Le 19 octobre, à Dallas, Kurt Cobain se bat en plein concert avec un videur du club où se produit le groupe.
Le groupe part ensuite pour une tournée européenne qui débute le 4 novembre à Bristol pour s'achever le 7 décembre à Rennes, comptant vingt-quatre dates, dont douze au Royaume-Uni, quatre en Allemagne et en Italie et une en Autriche, en Belgique, aux Pays-Bas et en France. Au cours du spectacle à Gand, le 23 novembre, Dave Grohl et Krist Novoselic échangent leur rôle afin de jouer pour la première fois en public Where Did You Sleep Last Night, reprise de Leadbelly et chanson emblématique de Nirvana par la suite. Lors de la même soirée, Novoselic explose littéralement sa basse, blessant au passage un spectateur au visage avec un débris et se confondant ensuite en excuses dans la presse. Le 7 décembre, aux Rencontres Trans Musicales de Rennes, Grohl introduit le groupe avec Baba O'Riley des Who devant 10 000 personnes. Bien que l'interprétation soit admirable, la chanson n'est jamais enregistrée.
C'est pendant cette tournée en Europe que le groupe se rend compte de la popularité dont il bénéficie désormais, les salles de concerts étant bondées, des équipes de télévision constamment présentes sur scène et Smells Like Teen Spirit passant sans arrêt à la radio et sur les chaînes musicales. Leur prestation lors de l'émission britannique Top of the Pops du 27 novembre est d'ailleurs très remarquée tant le trio, excédé de devoir jouer en playback, interprète Smells Like Teen Spirit délibérément sans enthousiasme,. Du 27 décembre au 2 janvier, le trio participe à une mini-tournée américaine en compagnie des Red Hot Chili Peppers et de Pearl Jam. Nirvana est invité le 7 janvier 1992 à l'émission Late Show with David Letterman, au cours de laquelle le chaos s'installe après Smells Like Teen Spirit et Territorial Pissings s'achevant par un baiser de Novoselic à ses compères. Quatre jours plus tard, le scénario se renouvelle lors du Saturday Night Live avant que Cobain ne fasse une overdose d'héroïne le lendemain matin et soit sauvé par sa compagne Courtney Love, habituée de ce type de situations. À la même période, le trio décline l'invitation de partir en tournée avec les Guns N' Roses.
Le 24 janvier, le groupe entame à Sydney une tournée dans la région du Pacifique qui s'achève le 22 février à Honolulu, où Kurt Cobain épouse Courtney Love deux jours plus tard en pyjama sur la plage. Elle comprend dix-sept dates, dont onze en Australie, quatre au Japon, deux à Hawaï et une en Nouvelle-Zélande. Le groupe doit ensuite entamer en avril une deuxième tournée américaine mais décide de l'annuler en raison de la fatigue accumulée pendant les tournées précédentes. Du 21 juin, à Dublin, au 4 juillet, à Bilbao, le trio, qui avait prématurément interrompu sa tournée européenne en décembre 1991, revient jouer dix concerts en Europe, dont trois en Espagne et un en Irlande, en Irlande du Nord, en France (au Zénith de Paris), au Danemark, en Finlande, en Norvège et en Suède.
Alors que Kurt Cobain s'adjuge 75 % des droits d'auteur du groupe et que son état de santé inquiète à la vue des multiples drogues qu'il consomme, des rumeurs courent selon lesquelles le groupe est sur le point de se séparer. Mais le 30 août, pour la somme de 250 000 $ et malgré le faible nombre de répétitions, Nirvana accepte d'être en tête d'affiche du festival de Reading, au cours duquel Kurt Cobain arrive sur scène dans un fauteuil roulant et habillé d'une robe d'hôpital,. Dave Grohl, qui souffre alors de plus en plus souvent de crises de panique à cause des drogues qu'il prend, des publics toujours plus grands auxquels ils sont confrontés et des rythmes inhumains qu'ils s'imposent, doit pourtant affronter ses démons lors de ce concert. En effet, ils se produisent devant 40 000 personnes, soit leur plus grande audience et le batteur panique juste en y pensant. Il admet même « s'être presque fait dessus. […] Mais heureusement, quelque chose de spécial s'est produit. On s'attendait au pire désastre de l'année et c'est finalement l'un des meilleurs moments de ma vie ». Il explique que d'avoir joué avec les rumeurs de fin de groupe tout au long du spectacle (Cobain y annonce que c'est officiellement le dernier concert du groupe avant que Novoselic n'ajoute « pour aujourd'hui », puis que Grohl poursuive avec une nouvelle chanson, Tourette's) renforce ce sentiment. Ce concert est depuis considéré comme l'une des meilleures performances scéniques de leur carrière et a été publié en 2009 sous le nom Live at Reading.

## Caractéristiques artistiques

### Thèmes et composition
Kurt Cobain, principal auteur-compositeur du groupe, utilise des séquences d'accords basées principalement sur des power chords. Ses chansons mêlent des refrains accrocheurs à des riffs de guitare dissonants. Son objectif est que l'album sonne comme du « Bay City Rollers subissant l'assaut de Black Flag ». La plupart des chansons de l'album présentent des changements de nuances, passant de couplets calmes à des refrains énergiques. Dave Grohl révèlera plus tard que cette approche tire son origine de la période de quatre mois antérieure à l'enregistrement de l'album, durant laquelle le groupe s'est essayé à des niveaux d'intensité sonore extrêmes pendant ses séances d'improvisation. Ce mélange, considéré par les critiques musicaux comme particulièrement réussi, entre la rage punk rock et des mélodies pop efficaces, est l'un des principaux facteurs du succès de l'album,.

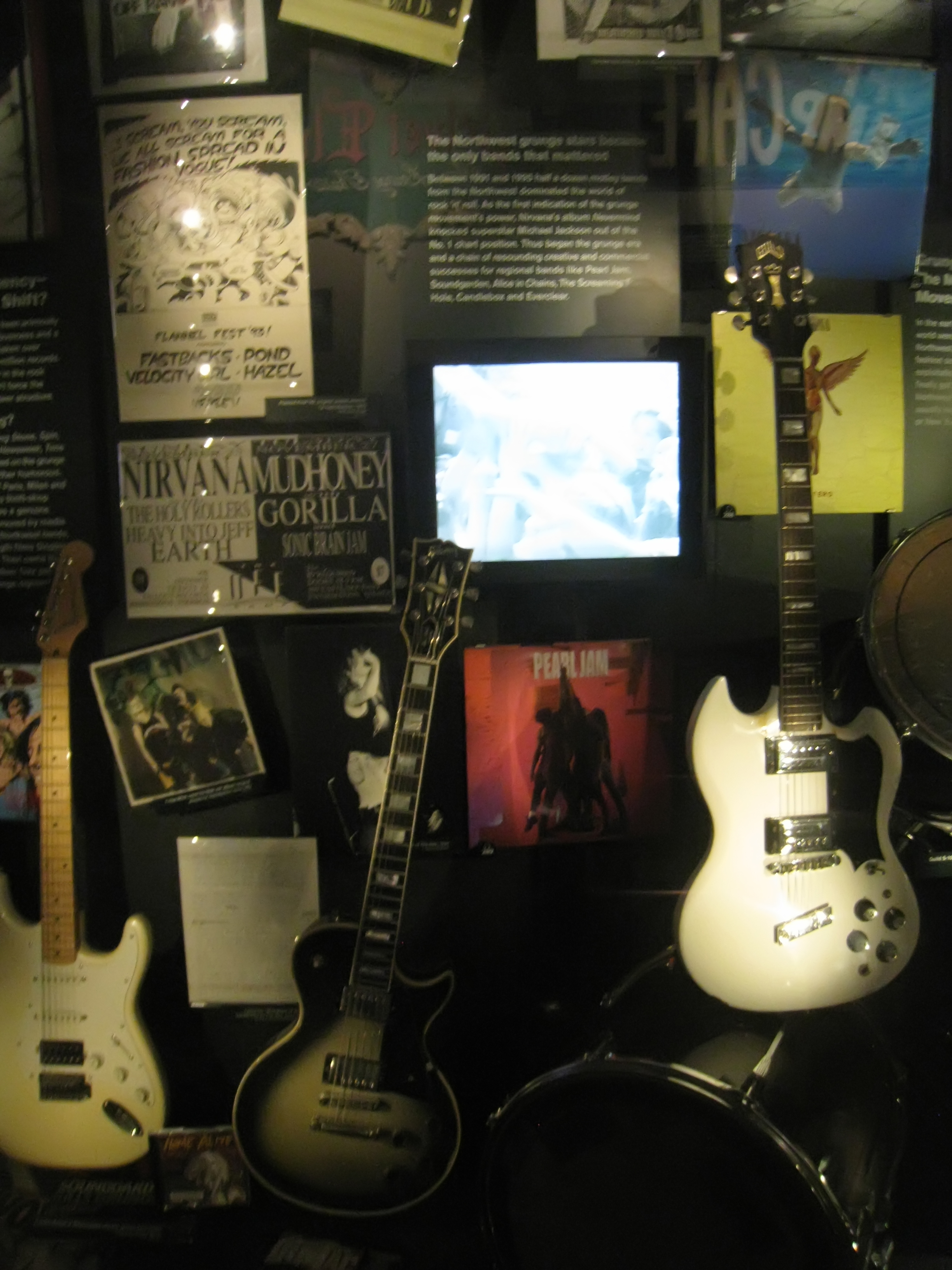
Guitares utilisées par Kurt Cobain et exposées à l'Experience Music Project de Seattle.

Cobain utilise pour l'enregistrement de l'album une Fender Mustang des années 1960, une Fender Jaguar équipée de micros DiMarzio pour les effets de distorsion et une Fender Stratocaster équipée de humbuckers. Les principaux effets dont il se sert sont la distorsion et le chorus, ce dernier étant particulièrement utilisé sur Come as You Are et sur la montée de Smells Like Teen Spirit. Chris Novoselic accorde sa basse en ré bémol, un ton et demi plus bas que l'accordage standard, afin de lui donner un son particulier.
Dave Grohl rapporte que Kurt Cobain lui avait dit : « la musique vient en premier et les paroles en second » et estime qu'il se concentrait avant tout sur les mélodies. Butch Vig relativise le phrasé parfois difficile à comprendre du chanteur en expliquant que la clarté du chant n'était pas d'une importance capitale car « même si vous ne pouviez pas dire exactement ce qu'il chantait, vous saviez qu'il était extrêmement passionné ». Cobain se plaignait d'ailleurs que les critiques musicaux essaient d'extraire un sens particulier des paroles de ses chansons, se demandant « pourquoi diable est-ce que les journalistes insistent pour faire une analyse freudienne de seconde zone de mes paroles alors que, 90 % du temps, ils ne les ont pas transcrites correctement ? ». Certains animateurs de radios refusèrent d'ailleurs initialement de passer Smells Like Teen Spirit sur leurs ondes car ils n'arrivaient pas à comprendre ce que Cobain chantait.
Dans sa biographie de Kurt Cobain, Charles Cross estime que plusieurs chansons de l'album évoquent la relation dysfonctionnelle entre Cobain et Tobi Vail entre 1989 et 1990. Après leur rupture, Cobain commence à peindre des scènes violentes, révélant pour la plupart sa haine de lui-même et des autres. Les chansons écrites durant cette période sont moins violentes mais reflètent néanmoins une colère absente de ses premières chansons. Cross écrit que durant les « quatre mois ayant suivi leur rupture, Kurt a écrit une demi-douzaine de ses chansons les plus connues, toutes à propos de Tobi Vail ». Cobain a également affirmé dans une interview donnée peu après la sortie de l'album que « certaines de mes expériences les plus intimes, comme des ruptures ou des mauvaises fréquentations, font écho au vide béant que ressent la personne dans la chanson, une solitude extrême, un ras-le-bol ».
Smells Like Teen Spirit est bâtie autour d'une structure musicale simple, couplet calme et refrain puissant, dans le style des chansons des Pixies et de riffs de guitare inspirés de Louie Louie. Les paroles sont particulièrement cryptiques et ont donné lieu à diverses interprétations, Cobain ayant lui-même brouillé les pistes en donnant des explications différentes. Il affirme ainsi à la sortie de l'album que « c'est une sorte d'hymne révolutionnaire adolescent », avant d'expliquer, après le succès de la chanson, qu'elle est en fait « une attaque contre l'esprit jeune et pas une célébration » comme l'a interprété le grand public. Le titre tient son origine de la phrase « Kurt smells like Teen Spirit » (« Kurt a l'odeur de l'esprit adolescent ») que Kathleen Hanna avait écrit sur un mur de sa chambre. Cobain, flatté sur le moment, n'a appris qu'après la sortie du single que Teen Spirit était le nom du déodorant que portait Tobi Vail, sa petite amie d'alors.
In Bloom utilise la même structure de changements de nuances, avec la batterie de Dave Grohl qui se fait très présente. Ce dernier y affirme ses talents de vocaliste en chantant les harmonies haut perchées du refrain. Le groupe utilise, sur la suggestion de Butch Vig, un amplificateur Mesa Boogie pour obtenir un son plus lourd et déformé. Pour Michael Azerrad, la chanson est dirigée contre les fans du groupe qui n'étaient pas habitués avant cela à écouter de la musique underground, toute l'ironie résidant dans le fait que le refrain est tellement accrocheur que des millions de personnes l'ont fredonné. Charles Cross y voit quant à lui un « portrait à peine déguisé » de Dylan Carlson, un ami de Cobain. Florent Mazzoleni estime pour sa part qu'elle raconte une nouvelle fois l'aliénation ressentie par Kurt Cobain en grandissant à Aberdeen, mettant en avant le fait que le rock lui a servi d'échappatoire.
Come as You Are est un morceau doux-amer et plus calme que les deux précédents mais renforcé par une « basse proéminente » et une « batterie puissante mais tout en nuances ». La chanson présente la particularité de comporter l'un des plus longs solos de guitare de Kurt Cobain, peu habitué à cet exercice. Une fois de plus, le sens des paroles n'est pas clair mais il est probable que Cobain y évoque l'héroïne. Le vers « And I swear that I don't have a gun » (« et je jure que je n'ai pas de flingue ») prend une autre dimension après le suicide du chanteur, donnant naissance à des théories farfelues, mais gun signifie également « seringue » en argot. L'explication officielle de Cobain est cependant que la chanson évoque les gens forcés d'agir de façon contradictoire à leur nature pour satisfaire à ce qu'on attend d'eux. Le titre renvoie directement à School, dans laquelle les relations entre adolescents à Aberdeen sont décriées.
Figurant parmi les morceaux les plus métalliques de Nevermind, Breed est une chanson punk rock très énergique qui rappelle les titres simples et efficaces des Ramones. Elle a d'abord été baptisée Immodium, d'après le nom d'un médicament antidiarrhéique que prenait Tad Doyle lors de leur première tournée européenne. Le sens des paroles de ce cri de rage punk est difficilement compréhensible, semblant à la fois contradictoire et anticonformiste.
Lithium est le nom d'un médicament prescrit pour traiter les troubles bipolaires. Kurt Cobain pousse sa voix à ses limites sur ce morceau représentatif de la structure musicale de l'album avec l'alternance couplet calme et refrain puissant. Pour Michael Azerrad, le titre de la chanson est une référence à la phrase de Karl Marx selon laquelle la religion serait l'opium du peuple. Selon Cobain, elle lui aurait été inspirée par le temps passé chez la famille born again de son ami Jesse Reed dans laquelle il est hébergé plusieurs semaines en 1985 quand il part du domicile de sa mère, avec qui il ne s'entend presque plus,. La chanson évoque un jeune homme déprimé et manifestement au bord de la folie, que sa petite amie vient de quitter et qui, en dernier recours, se tourne vers la religion, une attitude devant laquelle Cobain manifeste son incompréhension. Par ailleurs, Cobain a changé les paroles de Lithium, écrite avant sa rencontre avec Tobi Vail, pour faire référence à elle.
Polly est une ballade dépouillée enregistrée avec une guitare acoustique à cinq cordes désaccordée. Cobain y relate de façon « troublante et émouvante » un fait-divers s'étant déroulé à Tacoma en 1987 : l'enlèvement, la torture et le viol d'une adolescente qu'il connaissait et qui finit par échapper à son bourreau en le persuadant qu'elle aimait ses sévices. Les paroles sont chantées du point de vue du violeur et peuvent paraître malsaines prises au premier degré mais Cobain y exprime en fait son admiration devant le courage de la jeune fille. Il explique aux Inrockuptibles en novembre 1991 : « Polly est une chanson d'amour très personnelle sur le viol. Je devais cela à mon amie. Je devais évacuer le traumatisme. La musique existait avant le texte et elle était tellement mélodique et accessible que j'ai pensé qu'il lui fallait des mots âpres pour atténuer sa beauté. On a été accusés de promouvoir ce qui lui est arrivé alors que c'était tout le contraire ».

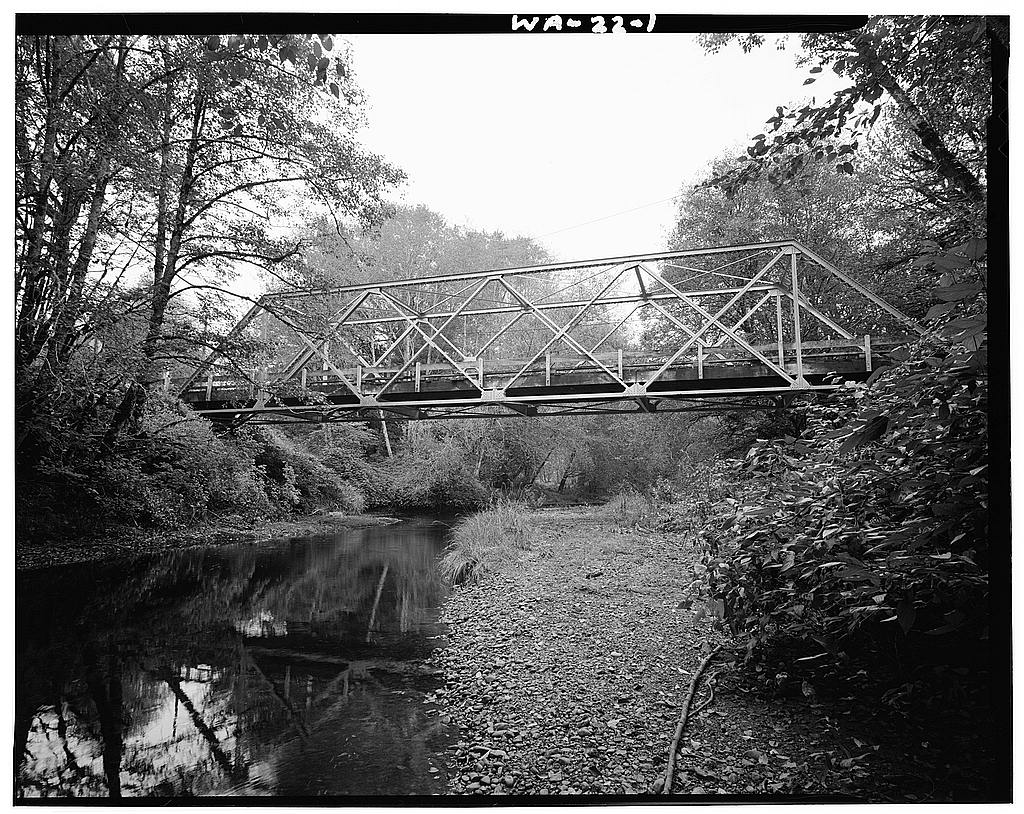
Kurt Cobain raconte dans Something in the Way qu'il a dormi sous un pont de la rivière Wishkah, près d'Aberdeen.

Territorial Pissings est une chanson punk au tempo explosif qui correspond plus au style de Bleach, le premier album du groupe. Elle comprend une intro ânonnée a cappella par Chris Novoselic, extraite de Get Together, chanson des années 1960 du groupe The Youngbloods. La chanson épingle les machos qui traitent les femmes comme du bétail, type de personnes que Cobain déteste et dont il cherche absolument à se démarquer. Il déclare d'ailleurs que c'est « une attaque frontale contre la violence ordinaire des machos, contre ces mecs qui picolent ensemble, se battent et pissent comme des animaux pour marquer leur territoire. J'étais tout le temps entouré de mecs comme ça. C'est pour cela que j'ai mis longtemps à trouver des amis. Cela a rendu mon adolescence confuse. Je savais que j'avais pas du tout en moi ces tendances machistes, alors qu'on attendait de moi que je me comporte ainsi ».
Drain You est la chanson de l'album qui utilise le plus la technique du re-recording avec cinq pistes mélangées à la piste originelle. On peut entendre au milieu de la chanson le bruit d'un canard en caoutchouc pressé par Cobain. Elle commence par les paroles « One baby to another said 'I'm lucky to have met you' », une phrase que Tobi Vail avait dite à Cobain, alors que le vers « It is now my duty to completely drain you » (« c'est désormais mon devoir de te vider entièrement ») renvoie à l'ascendant que Vail avait sur Cobain. Les paroles évoquent une histoire d'amour fusionnelle entre deux bébés voisins de couveuse à l'hôpital. Les textes à la limite du choquant proviennent de la fascination de Kurt Cobain pour les accouchements et les sécrétions corporelles.
Lounge Act, construite autour de la ligne de basse de Novoselic, est l'une des chansons les moins connues de l'album et a rarement été jouée en concert. Son titre fait référence aux groupes de lounge, le trio jugeant que la musique de cette chanson est comparable à celle jouée par ceux-ci. Les paroles évoquent la fin de la relation de Cobain avec Tobi Vail et l'amour y est comparé à une sensation étouffante. Cobain aborde le sentiment de déchirure entre amour et art qui l'habite, reconnaissant qu'il est difficile d'être un petit ami convenable lorsqu'on souhaite vivre de son art. Le vers « I'll arrest myself, I'll wear a shield » se réfère au logo K Records que Cobain s'était fait tatouer sur le bras pour impressionner Vail.
Stay Away est une chanson au « tempo frénétique » dominé par la batterie de Grohl. Écrite à l'époque de Fecal Matter sous le nom de Pay to Play, elle fait référence à la pratique de certaines salles de concert de faire payer les billets d'entrée au groupe, qui devait ensuite lui-même les revendre et perdait de l'argent s'il n'y arrivait pas. Le dernier vers, « God is gay » (« Dieu est homo ») déchaîne les foudres des conservateurs américains qui essaient vainement de le faire censurer à la sortie de l'album. Ce morceau illustre parfaitement l'indépendance de Nirvana vis-à-vis de toute catégorisation, bien qu'il devienne un hymne de la scène de Seattle.
On a Plain est une ballade « plaintive et harmonieuse » sur laquelle Cobain pratique l'humour et l'autodérision en glissant dans les paroles que la chanson n'a aucun sens, qu'il ne sait pas ce qu'il essaie de dire et qu'il pourra enfin rentrer chez lui après avoir fait passer un dernier message. Mariant l'énergie du rock avec la concision de la pop, cette chanson ne présente finalement qu'un seul vers cohérent : « I love myself better than you » (« Je m'aime plus que je t'aime »).
Something in the Way est une nouvelle ballade concluant l'album « sur une note mélancolique et sombre ». Elle est enregistrée avec la même guitare désaccordée que pour Polly et Novoselic et Grohl ont beaucoup de mal à accorder la section rythmique sur le tempo très lent de la guitare. Juste avant la fin de l'enregistrement de l'album, le trio fait rajouter une partie au violoncelle jouée par Kirk Canning, mari de la batteuse des L7. Les paroles évoquent les quelques mois difficiles pendant lesquels Cobain était sans domicile fixe, dormant dans le van de Novoselic, chez Dale Crover et même, selon la légende, sous un pont de la rivière Wishkah à Aberdeen,.
Endless, Nameless est improvisée par les membres du groupe, à partir d'un instrumental qu'ils avaient un peu travaillé, afin d'évacuer leur frustration après une journée passée à piétiner sur l'enregistrement de Lithium. Cobain hurle sur ce vacarme déchaîné et détruit sa guitare à la fin du morceau. En quelque sorte une conclusion logique de l'album, le fracas de la guitare dans une explosion de larsens rappelle la fin des concerts du groupe.

### Titre et pochette
Le titre provisoire de l'album, Sheep (« mouton »), est une private joke de Kurt Cobain envers les personnes qu'il s'attend à voir acheter l'album. Il écrit dans son journal une fausse publicité pour l'album : « parce que vous ne voulez pas en être un, parce que tous les autres le sont ». Selon, Krist Novoselic, l'idée de ce titre est initialement venue du cynisme ressenti par les membres du groupe à propos de la réaction de l'opinion américaine concernant la première guerre du Golfe. Juste après l'enregistrement de l'album, Cobain se fatigue de la blague et propose d'appeler plutôt l'album Nevermind (« t'inquiète ») parce que c'est une métaphore de son attitude envers la vie et que c'est grammaticalement incorrect (cela s'écrit en deux mots).
La pochette de l'album est une photographie d'un bébé nu sous l'eau avec un billet d'un dollar accroché à un hameçon juste en dehors de sa portée. L'image symbolise une génération désabusée et piégée par l'appât d'un gain illusoire. Cobain a cette idée en regardant avec Dave Grohl une émission télévisée sur l'accouchement dans l'eau. Il en parle alors à Robert Fisher, le directeur artistique de DGC Records et ce dernier trouve des images d'accouchements dans l'eau mais celles-ci sont trop choquantes pour le label. Une photographie d'un bébé nageur est alors choisie mais les détenteurs des droits en demandent 7 500 $ par an. Fisher contacte alors un couple d'amis et, contre la somme de 200 $, envoie un photographe prendre des photos de Spencer Elden, leur fils âgé de trois mois, dans une piscine du Rose Bowl Aquatic Center de Pasadena. Le groupe fait ensuite son choix parmi les cinq photographies qui lui sont proposées. Cependant, le label est ennuyé car le pénis du bébé est visible sur la photo. Soucieux de ne pas choquer, ses responsables proposent de l'enlever de l'image mais font machine arrière quand Cobain leur dit que le seul compromis qu'il acceptera serait une vignette masquant le pénis et sur laquelle serait écrite « Si cela vous choque, vous devez être un pédophile en puissance ». En 2021, Spencer Elden, qui a plusieurs fois volontairement rejoué cette pose, dénonce de la « pornographie infantile » et réclame au moins 150 000 dollars de dommages et intérêts,. Le 4 septembre 2022, la justice californienne rejette la plainte pour pédopornographie.
Un singe en caoutchouc devant un collage réalisé par Cobain figure à l'arrière de la pochette. Le collage est constitué de photos de bœuf cru provenant d'une publicité pour un supermarché, d'images de l'Enfer de Dante et de photos de vagins provenant d'une collection de clichés médicaux. Une petite image du groupe Kiss est également visible au-dessus d'un morceau de bœuf. Le livret ne contient pas les paroles des chansons en entier mais des paroles sélectionnées au hasard ainsi que des vers inutilisés que Cobain a transformé en poème.

## Postérité

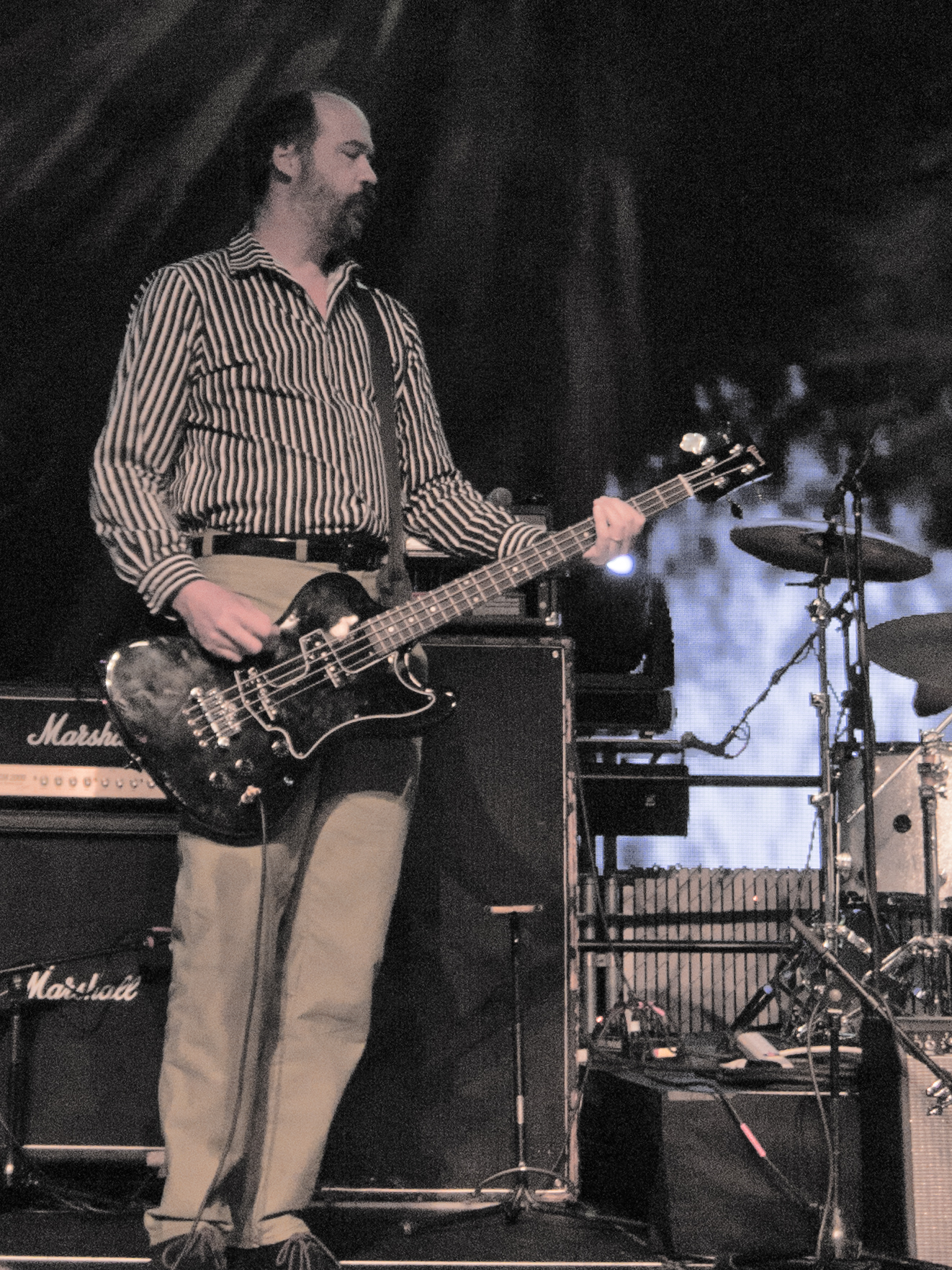
Krist Novoselic lors d'un concert donné pour le de Nevermind le 21 septembre 2011.

Selon Charles Cross, auteur d'une biographie de Kurt Cobain, le son de guitare de Nevermind a donné le ton pour le rock des années 1990. L'album ne se contente pas de faire sortir de l'ombre la scène grunge de Seattle, ouvrant la voie à des groupes comme Pearl Jam, Soundgarden et Alice in Chains, il fait connaître auprès du grand public le rock alternatif dans son ensemble, établissant ainsi la viabilité commerciale et culturelle du genre. Le succès de l'album prend d'ailleurs par surprise les groupes de ce mouvement, qui se sentent éclipsés par son impact. Ainsi, Guy Picciotto, chanteur et guitariste de Fugazi, commentera plus tard au sujet de leur album sorti un peu auparavant : « [par rapport à Nevermind] il a eu un impact comparable à celui d'un clochard pissant dans la forêt. Cette disparité nous a donné le sentiment que nous jouions de l'ukulélé ». En 1992, un article du New York Times explique que le succès de l'album a fait revoir leurs stratégies aux labels discographiques qui estiment désormais que les groupes de rock alternatif peuvent atteindre rapidement une grande popularité et n'hésitent plus à leur offrir des avances conséquentes pour l'enregistrement de leurs albums. Les majors du disque proposent ainsi des contrats alléchants à des groupes jusqu'alors underground comme Butthole Surfers, Helmet, L7, Melvins, Mudhoney, The Smashing Pumpkins, Tad, etc..
Dans sa biographie de Nirvana, Michael Azerrad affirme que l'album marque l'émergence d'une nouvelle génération de fans de musique dans un milieu jusqu'alors dominé par les goûts musicaux de la génération du baby boom qui les a précédé. Il écrit que l'album « est arrivé exactement au moment qu'il fallait. C'était une musique faite par, pour et à propos de jeunes gens ignorés ou traités avec condescendance ». Pour Gilles Verlant et Thomas Caussé, dans la Discothèque parfaite de l'odyssée du rock, « des millions de teenagers vont immédiatement s'identifier à ce mec paumé […] qui hurle sa frustration et son amour pour la musique » et l'album « va durablement influencer le son de toute la décennie ». Cette jeune génération redécouvre à cette occasion le punk rock des années 1970 et des festivals itinérants consacrés au rock alternatif, notamment le Lollapalooza, prennent une grande importance. Après des années 1980 dominés dans l'ensemble par un rock plus sage et plus feutré qui n'arrive pas à se renouveler, la mode revient aux guitares frénétiques, non seulement aux États-Unis mais aussi au Royaume-Uni.
La popularité de l'album ne s'est pas démentie avec le temps. Il figure à la 17e place du classement des 500 plus grands albums de tous les temps établi par le magazine Rolling Stone avec en commentaire : « aucun autre album dans l'histoire récente n'a eu un impact aussi écrasant sur une génération, une nation d'adolescents soudainement transformés en punks, ni un effet aussi catastrophique sur son principal créateur ». En 2006, il fait partie de la liste des 100 meilleurs albums de tous les temps du magazine Time, Josh Tyrangiel affirmant qu'il s'agit du meilleur album des années 1990. La même année, il figure à la 3e place du classement des 100 meilleurs albums de tous les temps établie par les lecteurs du magazine Q. Pitchfork le classe en 6e position des meilleurs albums des années 1990, affirmant que « tous ceux qui détestent cet album à l'heure actuelle essaient seulement de paraître cool et devraient essayer de faire mieux ». L'album figure également dans la sélection des 101 disques qui ont changé le monde de la discothèque idéale de Philippe Manœuvre. En 2010, Consequence of Sound le place en 32e position de ses meilleurs albums de tous les temps, expliquant que « quand on l'écoute vraiment pour ce qu'il est, c'est plein de génie ». En mai 2015, le magazine américain Spin le classe premier des « meilleurs albums de la période 1985-2014 ».
Dans la Discothèque parfaite de l'odyssée du rock, il est qualifié de meilleur album des années 1990, les auteurs évoquant « un grenier à hits, servis par les guitares hurlantes et la voix tordue de Cobain, sur la basse efficace de Novoselic et la batterie déchaînée de Dave Grohl », ce dernier étant qualifié de meilleur batteur de rock depuis John Bonham et Keith Moon. Dans les 1001 albums qu'il faut avoir écoutés dans sa vie, il est également considéré comme « indiscutablement l'album de rock le plus important des années 1990 », ayant « inspiré toute une génération de musiciens » et où « des chansons pop tordues flirtent avec l'agressivité du punk et les accords puissants du metal ». En 2005, la Bibliothèque du Congrès ajoute l'album à son registre national des enregistrements, qui regroupe les enregistrements sonores considérés comme significatifs selon des critères culturels, historiques et esthétiques.

## Fiche technique

### Liste des chansons et versions
Toutes les chansons sont écrites et composées par Kurt Cobain sauf indication contraire.
| 1.  | Smells Like Teen Spirit | Cobain, Grohl et Novoselic                        | 5:01 |
| 2.  | In Bloom                |                                                   | 4:14 |
| 3.  | Come as You Are         |                                                   | 3:39 |
| 4.  | Breed                   |                                                   | 3:03 |
| 5.  | Lithium                 |                                                   | 4:17 |
| 6.  | Polly                   |                                                   | 2:57 |
| 7.  | Territorial Pissings    | introduction tirée de Get Together de Chet Powers | 2:23 |
| 8.  | Drain You               |                                                   | 3:43 |
| 9.  | Lounge Act              |                                                   | 2:36 |
| 10. | Stay Away               |                                                   | 3:32 |
| 11. | On a Plain              |                                                   | 3:16 |
| 12. | Something in the Way    |                                                   | 3:51 |

| 12. | Something in the Way |                            | 3:51  |
|     | silence              |                            | 10:00 |
|     | Endless Nameless     | Cobain, Grohl et Novoselic | 6:44  |

| A1. | Smells Like Teen Spirit | Cobain, Grohl et Novoselic                        | 5:01 |
| A2. | In Bloom                |                                                   | 4:14 |
| A3. | Come as You Are         |                                                   | 3:39 |
| A4. | Breed                   |                                                   | 3:03 |
| A5. | Lithium                 |                                                   | 4:17 |
| A6. | Polly                   |                                                   | 2:57 |
| B1. | Territorial Pissings    | introduction tirée de Get Together de Chet Powers | 2:23 |
| B2. | Drain You               |                                                   | 3:43 |
| B3. | Lounge Act              |                                                   | 2:36 |
| B4. | Stay Away               |                                                   | 3:32 |
| B5. | On a Plain              |                                                   | 3:16 |
| B6. | Something in the Way    |                                                   | 3:51 |

| 1.  | Smells Like Teen Spirit                  | Cobain, Grohl et Novoselic                        | 5:01  |
| 2.  | In Bloom                                 |                                                   | 4:14  |
| 3.  | Come as You Are                          |                                                   | 3:39  |
| 4.  | Breed                                    |                                                   | 3:03  |
| 5.  | Lithium                                  |                                                   | 4:17  |
| 6.  | Polly                                    |                                                   | 2:57  |
| 7.  | Territorial Pissings                     | introduction tirée de Get Together de Chet Powers | 2:23  |
| 8.  | Drain You                                |                                                   | 3:43  |
| 9.  | Lounge Act                               |                                                   | 2:36  |
| 10. | Stay Away                                |                                                   | 3:32  |
| 11. | On a Plain                               |                                                   | 3:16  |
| 12. | Something in the Way et Endless Nameless | Cobain, Grohl et Novoselic                        | 20:35 |
| 13. | Even in His Youth                        |                                                   | 3:03  |
| 14. | Aneurysm                                 | Cobain, Grohl et Novoselic                        | 4:46  |
| 15. | Curmudgeon                               | Cobain, Grohl et Novoselic                        | 2:59  |
| 16. | D-7 (live à la BBC)                      |                                                   | 3:45  |
| 17. | Been a Son (live)                        |                                                   | 2:31  |
| 18. | School (live)                            |                                                   | 2:33  |
| 19. | Drain You (live)                         |                                                   | 3:53  |
| 20. | Sliver (live)                            |                                                   | 2:04  |
| 21. | Polly (live)                             |                                                   | 2:47  |

| 1.  | In Bloom                |                              | 4:32 |
| 2.  | Immodium (Breed)        |                              | 3:15 |
| 3.  | Lithium                 |                              | 4:31 |
| 4.  | Polly                   |                              | 2:58 |
| 5.  | Pay to Play             |                              | 3:29 |
| 6.  | Here She Comes Now      | Cale, Morrison, Reed, Tucker | 5:01 |
| 7.  | Dive                    |                              | 3:55 |
| 8.  | Sappy                   |                              | 3:37 |
| 9.  | Smells Like Teen Spirit | Cobain, Grohl et Novoselic   | 5:40 |
| 10. | Verse Chorus Verse      |                              | 3:14 |
| 11. | Territorial Pissings    |                              | 2:12 |
| 12. | Lounge Act              |                              | 2:38 |
| 13. | Come as You Are         |                              | 4:12 |
| 14. | Old Age                 |                              | 4:22 |
| 15. | Something in the Way    |                              | 5:31 |
| 16. | On a Plain              |                              | 3:21 |
| 17. | Drain You               |                              | 4:04 |
| 18. | Something in the Way    |                              | 3:23 |

| 1.  | Smells Like Teen Spirit | Cobain, Grohl et Novoselic                        | 5:02 |
| 2.  | In Bloom                |                                                   | 4:16 |
| 3.  | Come as You Are         |                                                   | 3:41 |
| 4.  | Breed                   |                                                   | 3:04 |
| 5.  | Lithium                 |                                                   | 4:18 |
| 6.  | Territorial Pissings    | introduction tirée de Get Together de Chet Powers | 2:14 |
| 7.  | Drain You               |                                                   | 3:41 |
| 8.  | Lounge Act              |                                                   | 2:37 |
| 9.  | Stay Away               |                                                   | 3:28 |
| 10. | On a Plain              |                                                   | 3:28 |
| 11. | Something in the Way    |                                                   | 3:56 |

| 1.  | Jesus Doesn't Want Me for a Sunbeam | Eugene Kelly, Frances McKee                       | 3:30 |
| 2.  | Aneurysm                            | Cobain, Grohl et Novoselic                        | 4:50 |
| 3.  | Drain You                           |                                                   | 3:47 |
| 4.  | School                              |                                                   | 2:52 |
| 5.  | Floyd the Barber                    |                                                   | 2:27 |
| 6.  | Smells Like Teen Spirit             | Cobain, Grohl et Novoselic                        | 4:46 |
| 7.  | About a Girl                        |                                                   | 3:13 |
| 8.  | Polly                               |                                                   | 3:04 |
| 9.  | Breed                               |                                                   | 3:11 |
| 10. | Sliver                              |                                                   | 2:11 |
| 11. | Love Buzz                           | Robbie van Leeuwen                                | 3:34 |
| 12. | Lithium                             |                                                   | 4:38 |
| 13. | Been a Son                          |                                                   | 2:16 |
| 14. | Negative Creep                      |                                                   | 2:44 |
| 15. | On a Plain                          |                                                   | 3:04 |
| 16. | Blew                                |                                                   | 4:09 |
| 17. | Rape Me                             |                                                   | 3:00 |
| 18. | Territorial Pissings                | introduction tirée de Get Together de Chet Powers | 2:56 |
| 19. | Endless, Nameless                   | Cobain, Grohl et Novoselic                        | 6:25 |

### Crédits
| Nirvana - Kurt Cobain – chant, guitare - Dave Grohl – batterie, chœurs - Chris Novoselic – basse Musiciens additionnels - Kirk Canning - violoncelle sur Something in the Way - Chad Channing - cymbales sur Polly et batterie sur les sessions aux studios Smart (édition Deluxe) | - Craig Doubet - assistant ingénieur, mixage - Spencer Elden - bébé sur la pochette - Robert Fisher - directeur artistique et design - Michael Lavine - photographie - Bob Ludwig - matriçage sur l'édition DeLuxe - Jeff Sheehan - assistant ingénieur - Butch Vig - production, ingénieur du son - Andy Wallace - mixage - Howie Weinberg – matriçage - Kirk Weddle – photo de couverture |

## Classements et certifications

### Classements
| Pays                                  | Durée du classement | Meilleure position | Date             |
| ------------------------------------- | ------------------- | ------------------ | ---------------- |
| Allemagne (Media Control AG)          | 148 semaines        | 3e                 | 10 février 1992  |
| Australie (ARIA Charts)               | 94 semaines         | 2e                 | 2 février 1992   |
| Autriche (Ö3 Austria Top 40)          | 270 semaines        | 2e                 | 29 mars 1992     |
| Belgique (Flandres Ultratop)          | 173 semaines        | 12e                | 13 avril 2019    |
| Belgique (Wallonie Ultratop)          | 180 semaines        | 7e                 | 8 octobre 2011   |
| Canada (RPM Top albums)               | 60 semaines         | 1er                | 7 mars 1992      |
| Danemark (Tracklisten)                | 1 semaine           | 16e                | 7 octobre 2011   |
| Espagne (Promusicae)                  | 63 semaines         | 12e                | 9 octobre 2011   |
| Espagne (Promusicae)                  | 63 semaines         | 12e                | 9 octobre 2011   |
| États-Unis (Billboard 200)            | 560 semaines        | 1er                | 1er février 1992 |
| Finlande (Suomen virallinen lista)    | 2 semaines          | 25e                | 15 novembre 2021 |
| (SNEP Top 100)                        | 260 semaines        | 1er                | 9 avril 1992     |
| (FIMI Hitparade Italia),              | 415 semaines        | 10e                | 1992             |
| Japon (Oricon)                        | ?                   | 24e                | ?                |
| Norvège (VG-lista)                    | 26 semaines         | 2e                 | 27 janvier 1992  |
| RMNZ albums Top40                     | 59 semaines         | 2e                 | 16 février 1992  |
| Mega Album Top 100                    | 136 semaines        | 3e                 | 15 février 1992  |
| Portugal (AFP)                        | 78 semaines         | 1er                | 3 octobre 2011   |
| Royaume-Uni (UK Albums Chart)         | 376 semaines        | 5e                 | 8 octobre 2011   |
| Royaume-Uni (UK Rock and Metal Chart) | ?                   | 1er                | 31 mai 1998      |
| Suède (Sverigetopplistan)             | 41 semaines         | 1er                | 5 février 1992   |
| (Schweizer Hitparade)                 | 84 semaines         | 2e                 | 23 février 1992  |

### Certifications
| Pays             | Ventes       | Certifications | Date             |
| ---------------- | ------------ | -------------- | ---------------- |
| Allemagne        | 1 000 000 +  | 2 × Platine    | 1998             |
| Argentine        | 180 000 +    | 3 × Platine    | ?                |
| Australie        | 350 000 +    | 5 × Platine    | 1996             |
| Autriche         | 20 000 +     | Platine        | 15 février 1993  |
| Belgique         | 90 000 +     | 3 × Platine    | 2004             |
| Brésil           | 250 000 +    | Platine        | 1998             |
| Canada           | 1 000 000 +  | Diamant        | 19 mars 2001     |
| Danemark         | 100 000 +    | 5 × Platine    | 23 janvier 2018  |
| Espagne          | 100 000 +    | Platine        | 1992             |
| États-Unis       | 10 000 000 + | Diamant        | 24 mars 1999     |
| Finlande         | 46 830 +     | Or             | 1992             |
| France           | 1 250 000 +  | Diamant        | 26 novembre 1997 |
| Italie           | 150 000 +    | 3 × Platine    | 2020             |
| Japon            | 600 000 +    | 3 × Platine    | 2002             |
| Mexique          | 200 000 +    | 2 × Or         | 21 octobre 1999  |
| Nouvelle-Zélande | 105 000 +    | 7 × Platine    | 7 novembre 2011  |
| Pays-Bas         | 100 000 +    | Platine        | 1994             |
| Pologne          | 40 000 +     | Platine        | 1999             |
| Royaume-Uni      | 1 800 000 +  | 6 × Platine    | 9 octobre 2020   |
| Suède            | 200 000 +    | 2 × Platine    | ?                |
| Suisse           | 50 000 +     | Platine        | 1992             |

### Ouvrages
- (en) Michael Azerrad, Come as You Are : The Story of Nirvana, Doubleday, 1er septembre 1993, 336 p. (ISBN 0-385-47199-8)

1. ↑  Azerrad 1993, p. 138-139.
2. ↑  Azerrad 1993, p. 141-142.
3. ↑  Azerrad 1993, p. 151.
4. ↑  Azerrad 1993, p. 145.
5. ↑  Azerrad 1993, p. 136-137.
6. ↑  Azerrad 1993, p. 162.
7. ↑  Azerrad 1993, p. 137.
8. ↑  Azerrad 1993, p. 138.
9. ↑  Azerrad 1993, p. 164-165.
10. ↑  Azerrad 1993, p. 167.
11. ↑  Azerrad 1993, p. 169.
12. 1 2  Azerrad 1993, p. 174.
13. 1 2  Azerrad 1993, p. 196.
14. ↑  Azerrad 1993, p. 176-177.
15. 1 2  Azerrad 1993, p. 179-180.
16. ↑  Azerrad 1993, p. 227.
17. ↑  Azerrad 1993, p. 193.
18. ↑  Azerrad 1993, p. 199.
19. ↑  Azerrad 1993, p. 228.
20. ↑  Azerrad 1993, p. 202.
21. ↑  Azerrad 1993, p. 229.
22. ↑  Azerrad 1993, p. 203.
23. ↑  Azerrad 1993, p. 256.
24. ↑  Azerrad 1993, p. 271.
25. ↑  Azerrad 1993, p. 215.
26. ↑  Azerrad 1993, p. 218.
27. ↑  Azerrad 1993, p. 180-181.
28. ↑  Azerrad 1993, p. 209.
29. ↑  Azerrad 1993, p. 225.

- (en) Jim Berkenstadt et Charles R. Cross, Classic Rock Albums : Nevermind, Schirmer Books, 9 novembre 1998, 173 p. (ISBN 0-02-864775-0)

1. ↑  Berkenstadt et Cross 1998, p. 29.
2. ↑  Berkenstadt et Cross 1998, p. 38.
3. ↑  Berkenstadt et Cross 1998, p. 96.
4. ↑  Berkenstadt et Cross 1998, p. 99.
5. ↑  Berkenstadt et Cross 1998, p. 102.
6. ↑  Berkenstadt et Cross 1998, p. 103.
7. ↑  Berkenstadt et Cross 1998, p. 104.
8. 1 2  Berkenstadt et Cross 1998, p. 113.
9. ↑  Berkenstadt et Cross 1998, p. 119.
10. ↑  Berkenstadt et Cross 1998, p. 148-149.
11. ↑  Berkenstadt et Cross 1998, p. 116-117.
12. ↑  Berkenstadt et Cross 1998, p. 117.
13. ↑  Berkenstadt et Cross 1998, p. 66-67.
14. ↑  Berkenstadt et Cross 1998, p. 70.
15. 1 2  Berkenstadt et Cross 1998, p. 71.
16. ↑  Berkenstadt et Cross 1998, p. 77-78.
17. ↑  Berkenstadt et Cross 1998, p. 108.

- (en) Charles R. Cross, Heavier Than Heaven : A Biography of Kurt Cobain, Hyperion, 21 août 2002, 432 p. (ISBN 0-7868-8402-9)

1. ↑  Cross 2001, p. 182.
2. ↑  Cross 2001, p. 204-205.
3. 1 2 3 4  Cross 2001, p. 168-169.
4. ↑  Cross 2001, p. 149.
5. ↑  Cross 2001, p. 154.
6. ↑  Cross 2001, p. 189.

- Isabelle Chelley, Dictionnaire des chansons de Nirvana, Tournon, 18 avril 2005, 213 p. (ISBN 2-914237-40-5)

1. ↑  Chelley 2005, p. 93-94 et 150.
2. 1 2  Chelley 2005, p. 160-162.
3. ↑  Chelley 2005, p. 11.
4. 1 2  Chelley 2005, p. 145-149.
5. ↑  Chelley 2005, p. 83-88.
6. 1 2  Chelley 2005, p. 43-46.
7. ↑  Chelley 2005, p. 37-39.
8. ↑  Chelley 2005, p. 92-93.
9. ↑  Chelley 2005, p. 124-126.
10. ↑  Chelley 2005, p. 53-55.
11. ↑  Chelley 2005, p. 94-95.
12. ↑  Chelley 2005, p. 155-156.
13. ↑  Chelley 2005, p. 116-118.
14. ↑  Chelley 2005, p. 149-151.

- Florent Mazzoleni, Nirvana et le Grunge : 15 Ans de Rock Underground américain, Presses de la Cité, coll. « Gilles Verlant présente », 6 février 2006, 159 p. (ISBN 2-258-06963-7)

1. 1 2  Mazzoleni 2006, p. 119.
2. ↑  Mazzoleni 2006, p. 120.
3. ↑  Mazzoleni 2006, p. 125.
4. 1 2 3  Mazzoleni 2006, p. 108.
5. 1 2 3 4  Mazzoleni 2006, p. 109.
6. 1 2 3 4 5 6  Mazzoleni 2006, p. 111.

- Richard Thomas, Nirvana de A à Z, Prélude et Fugue, coll. « les guides MusicBook », octobre 2001, 122 p. (ISBN 2-84343-076-3)

1. ↑  Thomas 2001, p. 112.
2. 1 2  Thomas 2001, p. 113.
3. ↑  Thomas 2001, p. 108.
4. ↑  Thomas 2001, p. 58.
5. ↑  Thomas 2001, p. 38.
6. ↑  Thomas 2001, p. 100.
7. ↑  Thomas 2001, p. 98-99.
8. ↑  Thomas 2001, p. 45 et 94.
9. ↑  Thomas 2001, p. 12-13.
10. ↑  Thomas 2001, p. 59-60.
11. ↑  Thomas 2001, p. 13-14 et 58-59.

- (en) Jeff Apter, The Dave Grohl Story, Omnibus Press, 1er décembre 2007, 288 p. (ISBN 978-1-84609-762-1)

1. 1 2 3  Apter 2007, p. 148.
2. 1 2  Apter 2007, p. 150.
3. 1 2 3 4 5 6  Apter 2007, p. 151-152.
4. 1 2  Apter 2007, p. 153.
5. 1 2  Apter 2007, p. 155.
6. ↑  Apter 2007, p. 156.

- Autres ouvrages

1. ↑  (en) Christopher Sandford, Kurt Cobain, Carroll & Graff, 1995 (ISBN 0-7867-1369-0), p. 195.
2. 1 2  Philippe Manœuvre, La Discothèque rock idéale, Albin Michel, 2005 (ISBN 2-226-15209-1), p. 190.
3. ↑  (en) Everett True, Nirvana : The Biography, Da Capo Press, 2007 (ISBN 0-306-81554-0), p. 233.
4. ↑  (en) Michael Azerrad, Our Band Could Be Your Life, Little Brown, 2001 (ISBN 0-316-78753-1), p. 493.
5. 1 2  Gilles Verlant et Thomas Caussé, La Discothèque parfaite de l'odyssée du rock, Presses de la Cité, 2009 (ISBN 2-2580-8007-X), p. 248.
6. ↑  Robert Dimery, Les 1001 albums qu'il faut avoir écoutés dans sa vie, Flammarion, 2006 (ISBN 2-0820-1539-4), p. 656.
7. 1 2  (ja) Album Chart-Book Complete Edition 1970~2005, Orikonmāketingupuromōshon, 2006 (ISBN 4871310779).
8. ↑  (es) Fernando Salaverri, Sólo éxitos: año a año : 1959-2002, Iberautor Promociones Culturales, 2005 (ISBN 8480486392), p. 932.

### Articles de presse
1. 1 2  (en) Tobias Hoi, « In Bloom », Guitar World,‎ octobre 2001.
2. 1 2 3 4  (en) Charles R. Cross, « Requiem for a Dream », Guitar World,‎ octobre 2001.
3. ↑  (en) Nathaniel Wice, « How Nirvana Made It », Spin,‎ avril 1992.
4. ↑  (en) Lauren Spencer, « Nevermind Review », Spin,‎ décembre 1991.
5. ↑  (en) Luke Lewis, « Nirvana and the Story of Grunge », Q,‎ décembre 2005.
6. ↑  (en) Alan di Perna, « Absolutely Foobulous! », Guitar World,‎ août 1997.
7. 1 2  (en) Charles R. Cross, « Cobainspotting », Guitar World,‎ octobre 2001.
8. ↑  (en) Chris Morris, « The Year's Hottest Band Can't Stand Still », Musician,‎ janvier 1992.

### Autres sources
1. 1 2 3 4 5 6 7 8  (en) Classic Albums: Nirvana-Nevermind, Isis Productions, 2004, DVD.
2. ↑  Le mixage d'origine de Vig rejeté est publié en 2011 dans la réédition de l'album.
3. ↑  (en-US) Alex Young, « Krist Novoselic: Nirvana's Nevermind masters lost in Universal fire », sur Consequence, 12 juin 2019 (consulté le 3 février 2023).
4. ↑  (en) « 34th Grammy Awards - 1992 », sur rockonthenet.com (consulté le 10 mars 2013).
5. ↑  (en) « Nevermind Awards », AllMusic (consulté le 3 mars 2013).
6. ↑  (en) Kevin O'Donnell, « Nirvana's 'Nevermind' Getting Deluxe Reissue », Spin, 22 juin 2011 (consulté le 2 mars 2013).
7. ↑  (en) Stephen Mejias, « Nevermind and Original Recordings Group », sur stereophile.com, 30 décembre 2009 (consulté le 10 mars 2013).
8. ↑  (en) « Full tracklistings revealed for deluxe reissues of Nirvana's 'Nevermind' », New Musical Express, 27 juillet 2011 (consulté le 9 mars 2013).
9. ↑  « Nirvana - Nevermind », sur albumrock.net, 14 septembre 2011 (consulté le 3 mars 2013).
10. ↑  (en) Stephen Thomas Erlewine, « Nevermind Overview », AllMusic (consulté le 3 mars 2013).
11. 1 2  (en) Robert Christgau, « Robert Christgau: CG: Nirvana », sur robertchristgau.com (consulté le 3 mars 2013).
12. ↑  (en) Andrzej Lukowski, « Nevermind (20th Anniversary Remastered Edition) », Drowned in Sound, 26 septembre 2011 (consulté le 3 mars 2013).
13. 1 2  (en) David Browne, « Nevermind », Entertainment Weekly, 25 octobre 1991 (consulté le 3 mars 2013).
14. ↑  « Nirvana - Nevermind », sur nightfall.fr, 18 octobre 2005 (consulté le 3 mars 2013).
15. ↑  Arnaud De Vaubicourt, « Chronique de Nevermind » [archive du 10 novembre 2013], Music Story (consulté le 3 mars 2013).
16. 1 2  (en) Steve Lamacq, « Nirvana - 21/09/91 », New Musical Express, 8 avril 2003 (consulté le 3 mars 2013).
17. ↑  (en) Jess Harvelt, « Nevermind [20th Anniversary Edition] », Pitchfork, 27 septembre 2011 (consulté le 3 mars 2013).
18. ↑  (en) Matthew Flander, « Nirvana: Nevermind (Deluxe Edition) », PopMatters, 30 septembre 2011 (consulté le 3 mars 2013).
19. 1 2  (en) Ira Robbins, « Nevermind », Rolling Stone, 28 novembre 1991 (consulté le 3 mars 2013).
20. ↑  (en) Steven Hyden, « Nirvana - Nevermind », The A.V. Club, 27 septembre 2011 (consulté le 3 mars 2013).
21. ↑  (en) Karen Schoemer, « A Band That Deals In Apathy », The New York Times, 27 septembre 1991 (consulté le 10 mars 2013).
22. ↑  (en) « The 1991 Pazz & Jop Critics Poll », sur robertchristgau.com (version du 7 mai 2006 sur Internet Archive).
23. ↑  (en) « The All Time Top 3000 Albums », sur acclaimedmusic.net (consulté le 2 mars 2013).
24. ↑  (en) « Nevermind - 20th Anniversary Edition », Metacritic (consulté le 11 mars 2013).
25. 1 2 3 4 5  (en) « Nirvana Live Guide 1991 », sur nirvanaguide.com (consulté le 12 mars 2013).
26. 1 2  (en) « Nirvana Live Guide 1992 », sur nirvanaguide.com (consulté le 12 mars 2013).
27. ↑  (en) « Nirvana headline Reading Festival », BBC (consulté le 13 mars 2013).
28. ↑  « Photographié bébé sur l’album « Nevermind » de Nirvana, adulte il porte plainte contre le groupe », Le Monde.fr,‎ 25 août 2021 (lire en ligne, consulté le 25 août 2021).
29. ↑  « Parentologie : les photos d’enfants nus, une bonne idée, vraiment ? », Le Monde.fr,‎ 12 septembre 2021 (lire en ligne, consulté le 12 septembre 2021).
30. ↑  (en) Jon Pareles, « Nirvana-bes Awaiting Fame's Call », The New York Times, 14 juin 1991 (consulté le 11 mars 2013).
31. ↑  (en) « 500 Greatest Albums of All Time - Nevermind », Rolling Stone (consulté le 11 mars 2013).
32. ↑  (en) Josh Tyrangiel, « All-Time 100 Albums Nevermind », Time, 13 novembre 2006 (consulté le 11 mars 2013).
33. ↑  (en) « 2006 Q Magazine Reader's 100 Greatest Albums Ever », sur timepieces.nl (consulté le 11 mars 2013).
34. ↑  (en) Ryan Schreiber, « Top 100 Albums of the 1990's », Pitchfork, 17 novembre 2003 (consulté le 11 mars 2013).
35. ↑  (en) « Consequence of Sound’s Top 100 Albums Ever », Consequence of Sound (consulté le 31 décembre 2014).
36. ↑  (en) « The 300 Best Albums of the Past 30 Years (1985-2014) », sur Spin, 11 mai 2015 (consulté le 20 mai 2015).
37. ↑  (en) « Quick News On Gwen Stefani, Pharrell Williams, Ciara, 'Dimebag' Darrell, Nirvana, Shins & More », MTV, 6 avril 2005 (consulté le 11 mars 2013).
38. ↑  (en) « Nirvana – Nevermind », sur discogs.com (consulté le 13 octobre 2012).
39. ↑  (en) « Nirvana – Nevermind », sur discogs.com (consulté le 13 octobre 2012).
40. ↑  (en) « Nirvana – Nevermind », sur discogs.com (consulté le 13 octobre 2012).
41. 1 2 3 4  (en) « Nirvana – Nevermind », sur discogs.com (consulté le 13 octobre 2012).
42. ↑  (de) offiziellecharts.de/suche/nirvana/album consulté le 2 février 2022
43. ↑  (en) australian-charts.com/search albums/nirvana/nevermind consulté le 25 janvier 2022
44. ↑  (de) austriancharts.com/suche albums/nirvana/nevermind consulté le 2 février 2022
45. ↑  [(nl) ultratop.be/nl/zoek albums/nirvana/nevermind
46. ↑  ultratop.br/fr/recherche albums/nirvana/nevermind consulté le 25 janvier 2022
47. ↑  (en) bac-lac.gc.ca/Rpm/search database/nevermind
48. ↑  (en) danishcharts.dk/search/albums/nirvana/nevermind consulté le 2 février 2022
49. 1 2  (en) spanishcharts/search/ albums/nirvana/nevermind consulté le 2 février 2022
50. ↑  (en) billboard.com/nirvana/chart history/billboard 200
51. ↑  (en) finnishcharts/search albums/nirvana/nevermind consulté le 2 février 2022
52. ↑  infodisc.fr/chansons/détail par artiste/N/nirvana
53. ↑  (it) hitparadeitalia.it/Gli album più venduti del 1992
54. ↑  (en)  italiancharts.com/search/albums/nirvana/nevermind
55. ↑  (en) norwegiancharts/search/albums/nirvana/nevermind consulté le 2 février 2022
56. ↑  (en) charts.nz.//search/albums/nirvana/nevermind consulté le 2 février 2022
57. ↑  (nl) dutchcharts.nl/search/albums/nirvana/nevermind consulté le 2 février 2022
58. ↑  (en) portuguesecharts/search albums/nirvana/nevermind consulté le 2 février 2022
59. ↑  (en) « Nervermind full Official Chart History », sur officialcharts.com (consulté le 9 juillet 2021).
60. ↑  « Official Rock & Metal Albums Chart Top 40 31 May 1998 - 06 June 1998 », Official Charts Company (consulté le 9 juillet 2021).
61. ↑  (en) swedishcharts.com/search/albums/nirvana/nevermind consulté le 2 février 2022
62. ↑  (de) hitparade.ch/suchen/nirvana/albums/nevermind
63. ↑  (de) « Gold-/Platin-Datenbank - Nirvana - Nevermind », sur musikindustrie.de (consulté le 3 février 2022).
64. ↑  (es) « Disco de oro y platino », sur capif.org.ar (version du 6 juillet 2011 sur Internet Archive).
65. ↑  (en) aria.com.au/charts & accreditations/albums/1996 consulté le 4 février 2022
66. ↑  (de) « Gold & Platin - Nirvana », sur ifpi.at (consulté le 4 février 2022).
67. ↑  « Les disques d'or/de platine - albums - 2004 », sur ultratop.be (consulté le 4 février 2022).
68. ↑  (pt) « Certificados - Nirvana », sur abpd.org.br (consulté le 2 mars 2013).
69. ↑  (en) « Gold Platinum Database - Nirvana », sur musiccanada.com (consulté le 4 février 2022).
70. ↑  (da) « Nirvana - Nevermind », sur ifpi.dk (consulté le 30 janvier 2018).
71. ↑  (en) « Nevermind », RIAA (consulté le 4 février 2022).
72. ↑  (fi) « Tilastot - Nirvana », sur ifpi.fi (consulté le 4 février 2022).
73. ↑  « Certifications Albums Diamant - année 1997 », Syndicat national de l'édition phonographique (consulté le 2 mars 2013).
74. ↑  (it) « Certificazione Album - Nirvana », sur fimi.it (consulté le 4 février 2022).
75. ↑  (es) « Certificationes Nirvana », sur amprofon.com.mx (consulté le 4 février 2022) Dans "filter", il faut sélectionner Nirvana
76. ↑  (en) « Recorded Music NZ », RMNZ (consulté le 31 janvier 2015).
77. ↑  (nl) « Goud/Platina - Nirvana », sur nvpi.nl (consulté le 15 octobre 2018) Dans "artiest of titel", il faut selectionner Nirvana
78. ↑  (pl) « Platynowe CD », sur zpav.pl (consulté le 4 février 2022).
79. ↑  (en) « Certified Awards Search - Nirvana », BPI (consulté le 9 juillet 2021).
80. ↑  (sv) « Guld- och Platinacertifikat − År 1987−1998 », sur ifpi.se (consulté le 24 janvier 2015).
81. ↑  (de) « Awards Database - Nevermind », sur swisscharts.com (consulté le 2 mars 2013).